# 스타드 드 프랑스
스타드 드 프랑스(프랑스어: Stade de France)는 프랑스 생드니에 건설된 국립경기장이다. 프랑스 축구 국가대표팀과 프랑스 럭비 유니온 국가대표팀이 국제 경기를 치를 때에 사용한다. 수용 인원은 81,338명으로, 유럽에서 다섯 번째로 큰 규모이다. 1998년 FIFA 월드컵과 2003년 세계 육상 선수권 대회과 2007년 럭비 월드컵이 개최되었으며, 세계에서 유일하게 FIFA 월드컵과 럭비 월드컵의 결승전이 열린 장소이기도 하다. 2004년부터 2006년에 런던의 웸블리 경기장으로 옮기기 전까지 매년마다 모터스포츠 행사인 레이스 오브 챔피언스가 열리기도 하였다. 스타드 드 프랑스는 UEFA 5성급 경기장에 올라 있다.
스타드 드 프랑스는 파리의 메인 럭비팀인 스타드 프랑스 파리의 두 번째 경기장으로 사용되고 있으며, Top 14 럭비 유니온 경기나 쿠프 드 프랑스, 쿠프 드 라 리그, 쿠프 강바르델라, 챌린지 드 프랑스 결승전 등의 각종 주요 국내 경기가 개최된다. 이 곳에서 두 번의 UEFA 챔피언스리그 결승전 (2000년과 2006년)이 열렸고, 2022년에는 우크라이나 전쟁 때문에 러시아에 개최권이 박탈되어 이곳으로 결승전 장소가 옮겨졌다. 스타드 드 프랑스는 음악 공연장으로 이용되기도 하며, 다른 스포츠 행사가 열리기도 한다. 이 경기장은 스타드 드 프랑스 컨소시엄이 소유하고 있으며, 운영 또한 담당한다.

## 역사
1992년 7월 2일 FIFA로부터 1998년 FIFA 월드컵을 개최할 국가로 프랑스가 선택되었고, 이에 프랑스 국립경기장에 대한 논의가 시작되었다. 논의 결과, 정부와 프랑스 축구 협회는 80,000명 이상의 관중을 수용할 수 있으며 전 좌석으로 구성되어 있는 경기장을 건설하기로 협의하였다. 특별 행사를 목적으로 경기장을 건설하는 것은 스타드 올랭피크 이브 뒤 마누아르의 건설 이후 70년 만에 처음이었다. 경기장의 규모와 중요성 때문에, 주 의회는 경기장이 어떻게 건설되고 경비가 어떻게 나가는지 직접 관여하였다. 의회는 경기장을 지을 곳으로 가능한 한 프랑스의 수도인 파리와 가까운 곳을 물색하였고, 경기장의 건설자와 운영자는 경기장이 완성될 때까지 30개월 동안 재정적 지원을 받았다. 경기장의 설계는 CR SCAU 건설의 미셸 마카리, 아이메리크 주블레나, 미셸 레겡발, 클로드 콩슈탄티니로 구성된 단체가 맡게 되었다.
경기장 건설은 정부가 건설 회사로 부이그, 뒤메즈, SGE를 택하면서 본격적으로 시작되었고, 1995년 4월 30일에 건축을 허가하였다. 1995년 5월 2일 경기장 공사가 시작돠었고, 31개월만에 완공되었다. 첫 주춧돌을 세우는 일은 공사가 시작된 지 5달 뒤인 9월 6일에 하였다. 공사가 시작된 지 1년 뒤에 800,000m² 이상의 토루가 완성되었으며, 180,000 m³의 콘크리트가 부어졌다. 지붕의 설치에 4천 5백만 유로가 들었으며, 이동 플랫폼 또한 1년 뒤에 완성되었다.
건설 기간 동안 경기장은 그랑 스타드(프랑스어: Grand Stade, 위대한 경기장이라는 뜻)라는 이름으로 불렸다. 1995년 12월 4일 체육부에서는 경기장에 붙일 이름을 공모하였고, 프랑스의 전설적인 축구 선수인 미셸 플라티니의 제안에 따라 스타드 드 프랑스로 공식적으로 명명되었다. 1998년 1월 28일 경기장이 개장되어 프랑스와 스페인 간의 기념 경기가 열였으며, 건설 비용으로 약 2억 9천만 유로가 소요되었다.

## 구조 및 시설
스타드 드 프랑스는 필요한 경우에 육상 트랙을 사용할 수 있도록 이동 좌석이 설치되어 있다. 경기장은 어떻게 하면 관중이 경기를 더 잘 관전할 수 있을지를 소프트웨어 시뮬레이션의 도움을 받아 설계되었다. 생드니, 오베르빌리에르, 생투앙을 가로지르는 지역인 플랭의 발전을 소개하려는 의도 또한 가지고 있으며, 주된 목표는 새로운 주거 지역과 세 지역에 경기장을 세움으로서 지역을 발전시키는 것이다.

## 주요 경기

### 1998년 FIFA 월드컵
| 날짜            | 팀 1       | 스코어               | 팀 2           | 라운드      |
| --------------- | ---------- | -------------------- | -------------- | ----------- |
| 1998년 6월 10일 | 브라질     | 2 - 1                | 스코틀랜드     | A조(개막전) |
| 1998년 6월 13일 | 네덜란드   | 0 - 0                | 벨기에         | E조         |
| 1998년 6월 18일 | 프랑스     | 4 - 0                | 사우디아라비아 | C조         |
| 1998년 6월 23일 | 이탈리아   | 2 - 1                | 오스트리아     | B조         |
| 1998년 6월 26일 | 루마니아   | 1 - 1                | 튀니지         | G조         |
| 1998년 6월 28일 | 나이지리아 | 1 - 4                | 덴마크         | 16강        |
| 1998년 7월 3일  | 프랑스     | 0 - 0 (승부차기 4-3) | 이탈리아       | 8강         |
| 1998년 7월 8일  | 프랑스     | 2 - 1                | 크로아티아     | 준결승      |
| 1998년 7월 12일 | 브라질     | 0 - 3                | 프랑스         | 결승        |

### 2003년 FIFA 컨페더레이션스컵
| 날짜            | 팀 1     | 스코어         | 팀 2     | 라운드 |
| --------------- | -------- | -------------- | -------- | ------ |
| 2003년 6월 18일 | 뉴질랜드 | 0 - 3          | 일본     | A조    |
| 2003년 6월 19일 | 브라질   | 0 - 1          | 카메룬   | B조    |
| 2003년 6월 21일 | 카메룬   | 1 - 0          | 튀르키예 | B조    |
| 2003년 6월 22일 | 프랑스   | 5 - 0          | 뉴질랜드 | A조    |
| 2003년 6월 26일 | 프랑스   | 3 - 2          | 튀르키예 | 준결승 |
| 2003년 6월 29일 | 카메룬   | 0 - 1 (연장전) | 프랑스   | 결승   |

### UEFA 유로 2016
| 날짜            | 시간 (CET) | 팀 1       | 결과       | 팀 2       | 라운드       | 관중수 |
| --------------- | ---------- | ---------- | ---------- | ---------- | ------------ | ------ |
| 2016년 6월 10일 | 21:00      | 프랑스     | 2 : 1      | 루마니아   | A조 (개막전) | 75,113 |
| 2016년 6월 13일 | 18:00      | 아일랜드   | 1 : 1      | 스웨덴     | E조          | 73,149 |
| 2016년 6월 16일 | 21:00      | 독일       | 0 : 0      | 폴란드     | C조          | 73,648 |
| 2016년 6월 22일 | 18:00      | 아이슬란드 | 2 : 1      | 오스트리아 | F조          | 68,714 |
| 2016년 6월 27일 | 18:00      | 이탈리아   | 2 : 0      | 스페인     | 16강전       | 76,165 |
| 2016년 7월 3일  | 21:00      | 프랑스     | 5 : 2      | 아이슬란드 | 8강          |        |
| 2016년 7월 10일 | 21:00      | 포르투갈   | 1 : 0(AET) | 프랑스     | 결승전       |        |

### 기타 경기
| 날짜            | 팀 1             | 스코어 | 팀 2        | 비고                               |
| --------------- | ---------------- | ------ | ----------- | ---------------------------------- |
| 2000년 5월 24일 | 레알 마드리드 CF | 3 - 0  | 발렌시아 CF | UEFA 챔피언스리그 1999-2000 결승전 |
| 2006년 5월 17일 | FC 바르셀로나    | 2 - 1  | 아스널 FC   | UEFA 챔피언스리그 2005-06 결승전   |

## 같이 보기
- 프랑스 축구 국가대표팀
- 1998년 FIFA 월드컵
- 2003년 FIFA 컨페더레이션스컵
- UEFA 경기장 등급